# Ludvig Douglas
Ludvig Vilhelm August Douglas, XII conte di Skenninge e Stjärnorp (Zurigo, 26 novembre 1849 – Lysekil, 20 luglio 1916), è stato un nobile e politico svedese.